# Louise Peterhoff
Pour les articles homonymes, voir Peterhof.
Louise Elisabeth Peterhoff, née le 12 mai 1977 à Oppmanna, en Scanie (Suède), est une actrice suédoise d'origine estonienne,.

## Biographie
Louise Peterhoff s'est formée comme danseuse de ballet pendant dix ans, de 1986 à 1996, au Ballet royal suédois, puis à l’Académie de théâtre de Stockholm de 2008 à 2009. Elle travaille au Ballet royal de Suède, puis comme danseuse et comédienne dans divers ensembles en Europe, notamment dans la compagnie internationale, multilingue et multidisciplinaire Needcompany à Bruxelles et Troubleyn à Anvers ainsi que sur des tournées internationales. De retour en Suède, elle travaille principalement au Stockholms stadsteater depuis 2009. En 2010, elle tient le rôle principal, celui d'Agnès, fille du dieu védique Indra, dans Le Songe d'August Strindberg au Moment teater (sv).
Elle fait ses débuts au cinéma en tant qu’enfant acteur dans un court métrage en 1990.

## Filmographie partielle

### Au cinéma
- 1988 : Nånting levande åt Lame-Kal : Annastina
- 2012 : Call Girl : Ulla
- 2013 : Den som söker : Lena
- 2014 : Gentlemen : Nina Negg
- 2019 : Midsommar : Hanna

### Télévision (séries télévisées)
- 2013-2014 : Real Humans : 100 % humain (Äkta människor) : Cloette
- 2014-2015 : Blå ögon : Elin Hammar
- 2015 : Bron (Broen) : Annika Melander (saison 3)